# 과거의 자니스 소속자
과거의 자니스 소속자에서는, 과거에 자니스 사무소에 소속한 아이돌을 쓴다.
- 덧붙여, 과거 Jr.의 그룹은 〈자니스 Jr. 해산 그룹 (1990년 이전)〉·〈자니스 Jr. 해산 그룹 (1990년 이후)〉·〈자니스 Jr. 해산 그룹 (2000년 이후)〉, 백 밴드 그룹은 〈자니스 사무소 과거의 백 밴드〉, 그 외 관련 그룹은 〈자니스 관련 기획 유닛〉·〈자니스 관련 OB 유닛〉의 항목을 각각 참조.

## 퇴소한 솔로 아이돌
- 솔로로 레코드 데뷔, 혹은 주로 솔로 탤런트 취급이 되고 있던 사람을 적는다.

데뷔 순
- 나가타 에이지(永田英二) (후의 핫타 에이지, 현: 나가타 에이지(長田栄二))
- 우치다 요시로(内田喜郎)
- 고 히로미(郷ひろみ)
- 아오이 테루요시(葵テルヨシ) (현: 아오이 테루요시(葵てるよし))
- 아오야마 노부히로(青山信宏)
본명: 시로시타 노부히로(城下宣博). 배우 전문. 자니스 야구 대회에도 출장했다. 아오야마 코우의 친동생.
- 이노우에 준이치(井上純一)
- 토요카와 죠(豊川誕)
- 토노 요타카(殿ゆたか)
본명: 토노이 요시츠구(殿井善継). 1958년 2월 8일 출생. 오사카부 출신. 《결정판! 당신을 스타로》の의 예선 대회에서 이츠키 히로시의 곡을 노래하고 있던 부분을, 우연히 보고 있던 쟈니 키타가와의 눈에 띄어 스카우트. 결전 대회를 기다리지 않고 프로 가수로. 1975년 8월 27일에 일본 극장에서 행해진 《제54회 웨스턴 카니발~장미와 귤과 바이올린과 〈자니스 패밀리 페스티벌〉》에서, 〈토노 유타카(殿ユタカ)〉의 예명으로 스테이지 데뷔. 그 후 〈토노 요타카(殿ゆたか)〉로 개명해, 동년 9월 25일, 우자키 류도 프로듀스의 《아아 청춘》으로 레코드 데뷔(오리콘 최고 순위는 84위). 1개월 후, 제8회 신쥬쿠 음악제(10월 16일)에서 토요카와 죠와 함께 갑자기 동상을 수상. 이후의 곡도 모두 우자키가 프로듀스해, 합계 3매의 싱글을 발표했다.
- 모리타니 아키라(森谷泰章)
리틀 리브스 출신. 1976년 1월 25일에 《망설임》으로 솔로 데뷔. 2nd 싱글부터 〈모리타니 아키라(森谷あきら)〉로 개명.
- 미토 유우(未都由)
애칭·유우 군(ゆうくん). 1956년 4월 27일 출생. 본명·카고야마 타츠오. 시즈오카시 출신. 1976년 11월 1일, 연령을 2세 젊게 속여 《이런 아가씨가 좋아》로 레코드 데뷔했다. 캐치프레이즈는 〈레모네-지〉. 예명의 유래는 〈ME토(와) YOU〉, 〈未（来）・（東京）都・（自）由〉. 〈선데이즈〉에도 참가.
- 아카기 사토시(赤木さとし)
아키타현 출신. 1979년 2월 25일, 《사랑이여 너를 쏴라》로 레코드 데뷔해, 〈닛폰 TV 음악제〉의 신인상 후보로 선택되어 노미네이트 대회에 출장했지만, 그랑프리는 놓쳤다. 합계 4매의 싱글 레코드를 발표.
- 카와사키 마요(川﨑麻世)
- 히카루 잇페이(ひかる一平)
- 미요시 케이치 (三好圭一) (배우 전문. 1982년부터 1987년까지 소속)
- 나카무라 시게유키(中村繁之)
- 츠치다 카즈노리(土田一徳) (배우 전문)
- 오오사와 히데타카 (배우 전문. 후의 토도 미기야)
- 토모다 키요히코(鞆田紀世彦)
사쿠라대 출신. 솔로 가수로서 〈大漁唄い込み〉, 〈愁列車〉라고 하는 곡이 주어져 《뮤직 스테이션》에도 출연했다.
- 메구로 마사키(目黒正樹)
현: 니시나 마사키. 배우 전문. 마츠카타 히로키와 니시나 아키코의 장남.
- 아오이 이츠키(青井一樹)
배우 전문. 아오이 테루히코의 장남. 1976년 12월 19일 출생, 애칭·잇챠상(イッチャさん). 〈프로덕션 오기〉에 소속해 있던 적도 있다.
- 사노 미즈키(佐野瑞樹)

## 자니스 Jr.
Musical Academy
- 하라 토모히로 / 코하라 유키 / 하기와라 유키토(현: 오오노 유키토) / 오오호리 하루키 / 라치 신지 / 아키야마 준 / 후쿠 하라카즈야 / 타카하시 죠지 / 마츠모토 준이치 / 요네하나 츠요시

FiVe
- 코하라 유키 / 코바 켄 / 나카에가와 리키야 / 우에사토 료타 / 마키노 코지

Ya-Ya-yah
- 야마시타 쇼온 / 아카마 나오야(현: 쿠마노 나오야) / 호시노 마사키 / 아유카와 타이요 / 요시다 유키 / 안도 야스히로

A.B.C. (A.B.C-Z 결성 전의 유닛)
- 쿠로다 코헤이 / 오카자키 마사시 / 코세키 코우 / 이와사와 유스케 / 카와모토 타카시 / 야마모토 케이치

Kis-My-Ft2
- 이이다 쿄헤이

J.J.Express
- 아사카 코다이 / 카메이 타쿠 / 마츠모토 코헤이 / 무라노 타카요시

M.A.D.
- 아사카 코다이 / 이토 타츠야 / 이시다 유이치 / 우치자와 유토 / 오쿠보 아키마사 / 오오보리 하루키 / 오카다 세이지 / 오노데라 잇키 / 카와무라 료 / 코사카 마사토 / 시마다 나오키 / 타케우치 코타로 / 사게하시 잇페이 / 나카무라 쇼 / 하기와라 유키토(현: 오노 유키토) / 하시다 야스이 / 하세베 준 / 후쿠하라 카즈야 / 마에다 히로토시 T.J. / 미야기 슌타 / 모리 유스케 / 라치 신지

Jr.BOYS
- 안도 야스히로 / 이토 타쿠미 / 이나미 토모다케 / 오오모리 하야토 / 오오쿠 보아키마사 / 오노데라 잇키 / 사사타니 토시키 / 사토 슌 / 후나비키 켄타 / 마루노 스구루 / 무라노 타카요시 / 요시다 히로키 / 우에나카 유와 / 카와하타 타카시

B.A.D.
- 지미 Mackey / 미야기 슌타 / 마루야마 히로시 / 이토 마사시

Question?
- 요네무라 다이지로 / 요도가와 요시히로 / 후지이에 카즈요리 / 이고 아쿤

B.I.Shadow
- 타카하타 미사키

OSSAN
- 나가오 히로키 / 사타케 코키 / 아다치 타스쿠(현: 나가세 타스쿠)

Little Gangs
- 카케가와 유야 / 야마시타 하야토 / 오노 뮤지 / 야마구치 켄타 / 요코야마 쿄헤이 / 밧케스 켄토 / 이시다 히데타카 / 신야 유키 / 후쿠노 레오마

쿄오토코
- 히리노 유키 / 닛타 나오토

Veteran
- 이토 마사시 / 무로 타츠키

BOYS
- 나카타 다이치

Hip Hop JUMP
- 무라타 리키토 / 오오모리 하야토 / 카뮤 케이드

스노우 프린스 합창단
- 오오츠카 유야 / 호리노우치 타츠야

Travis Japan
- 나카다 히로키 / 카지야마 아사히

Kin Kan (King of 関西(Kansai))
- 카네우치 토마 (金内柊真, 1996년 8월 30일(28세), 오사카부 출신, A형.)

Sexy Boyz
- 하니우다 아무(羽生田 挙武, 1997년 11월 26일 ~ , 도쿄도 출신.)

7 MEN 侍
- 마에다 코키 (前田 航気, 1998년 10월 26일(26세), 가나가와현 출신, A형.)

- 이가라시 레오 (五十嵐 玲央, 2001년 3월 13일 (18세), 사이타마현 출신, O형.)

Love-tune
- 야스이 켄타로(安井謙太郎, 1991년 7월 21일(33세), 가나가와현 출신, A형.)
- 사나다 유마(真田佑馬, 1992년 11월 21일(32세), 도쿄도 출신, O형.)
- 모로호시 쇼키(諸星 翔希, 1994년 10월 13일(30세), 가나가와현, 출신, A형)
- 모리타 뮤토(森田美勇人, 1995년 10월 31일(29세), 도쿄도 출신, A형.)
- 하기야 케이고(萩谷 慧悟, 1996년 11월 7일(28세), 사이타마현 출신, O형.)
- 아베 아란(阿部 顕嵐, 1997년 8월 30일(27세), 도쿄도 출신, A형.)
- 나가츠마 레오(長妻 怜央, 1998년 6월 5일(26세), 이바라키현, A형.)

- 아사다 준야 (朝田 淳弥, 1996년 10월 17일(28세), 오사카부 출신, B형.)
- 오오타니 레이지 (大谷 怜爾, 1998년 11월 20일(26세), 오사카부 출신.)
- 모리 토오와 (毛利 柊和, 1999년 11월 9일(25세), 오사카부 출신, A형.)
- 나카무라 류노스케 (中村 龍之介, 2000년 3월 16일(25세), 효고현 출신, O형.)

## 퇴소한 〈겡키 Jr.〉
1995년, 닛폰 TV 《천재·타케시가 활기가 생기는 텔레비전!!》내의 공개 오디션 코너 〈자니스 예비학교〉에서 선택된 자니스 Jr.로, 〈겡키 Jr.〉나 〈겡주니〉라고 불리고 있었다. 이 코너는 제1기와 제2기로 나뉘어, 제1기의 최종 후보에는 합계 11명이 남아, 3명만이 합격했다(그 후 1명이 추가 합격). 제2기의 최종 후보에는 합계 5명이 남아, 1명만이 합격했다(실은 이미 1명, 당초부터 Jr.였던 인물이 있다). KinKi Kids나 당시의 자니스 Jr.들이 심사원을 맡았다. 덧붙여 제1기 오디션에서는, 텔레비전 드라마 《김전일 소년 사건부·학원 7대 불가사의 살인 사건》에의 출연도 동시에 심사되었다. 이 1기생에서는 V6의 오카다 준이치도 배출하고 있다.

### 퇴소한 제1기생
- 와타나베 루이 (야마나시현 출신)

- 타이라 토시유키

카나가와 현 출신. 텔레비전 드라마 《김전일 소년 사건부·학원 7대 불가사의 살인 사건》쪽의 심사에도 합격해, 남자 학생 역으로 출연했더,
- 안바이 마사히코 (도쿄도 출신. 온에어상에서는 불합격이 되었지만, 후에 사무소에 들어감)

### 퇴소한 2기생
- 이치무라 토시히데 (사이타마현 출신)
- 키무라 신이치
오사카부 출신. 온에어상에서는 불합격이 되었지만, 실은 최초부터 자니스 사무소에 소속해 있던 멤버. 온에어보다 훨씬 이전에, 이미 〈칸사이 자니스 Jr.〉의 멤버로서 잡지에 등장하고 있었다. 한때는 오카다 준이치와 함께 〈V6〉의 멤버 후보까지 되었지만, 곧 퇴소.

## 같이 보기
- 자니스 Jr.
- 자니스 Jr. 목록
- 자니스 사무소